# 城崎マリンワールド
城崎マリンワールド（きのさきマリンワールド、KINOSAKI MARINE WORLD）は、兵庫県豊岡市の日和山海岸に本拠地を置くアトラクションを備える水族館である。魚類や海獣の展示、ダイビング疑似体験アトラクション、イルカやアシカのショーが行われる他、イルカとの触れ合いなどの体験活動などが行われる。また、水族館でありながら園内にはアジの釣り堀があり、釣ったアジをその場で天ぷらにして食べることの出来るユニークな催しも行われている。
日本博物館協会会員館。博物館法に基づく兵庫県教育委員会指定施設（博物館に相当する施設）である。

## 施設
- シーズー (SEA ZOO) - 国内最大級のオオサンショウウオを展示している他、淡水性魚類、海洋性魚類、セイウチ、トドなどの海獣類の展示も行われている。
- チューブ (TUBE) - 2012年に新設。トド、ゴマフアザラシ、ゼニガタアザラシ、フンボルトペンギン、キングペンギンなどの海獣類の展示とシューを行っている。
- シーランド (SEA LAND) - カマイルカ、バンドウイルカ、カリフォルニアアシカ、オタリア、セイウチ、フンボルトペンギンによるイルカ･アシカショーが行われる。
- ドルフィンタンク（DOLPHIN TANK）-主にカマイルカの生態解説のショーを行う。カマイルカの繁殖も行われており、2017年時点ではカマイルカの親子の出産・トレーニングの解説ショーを行っている。
- ダイブ (DIVE) - ダイブホールとロックフィールド、イルカとの触れ合い体験を行うドルフィンコーブの3構成からなる。2017年よりダイブアドベンチャーがフィッシュダンスへリニューアル。500匹のブリの群泳を映像と共に鑑賞できる他、ウニやヒトデなどの磯の生き物に直に触れることが出来る人工の岩場（ロックフィールド）では、潮の干満も再現され、生き物は季節によって随時変更される。また岩場に生息する魚類に対して、無料で給餌体験を行うアトラクションも行われている。
- フィッシング (FISHING) - 専用の釣り堀でアジを釣り、釣り上げたアジは併設のアジバーで天ぷらに加工して食べることが出来る。通常のつりとはことなり、糸が切れたら終了の釣りゲームとなっている。

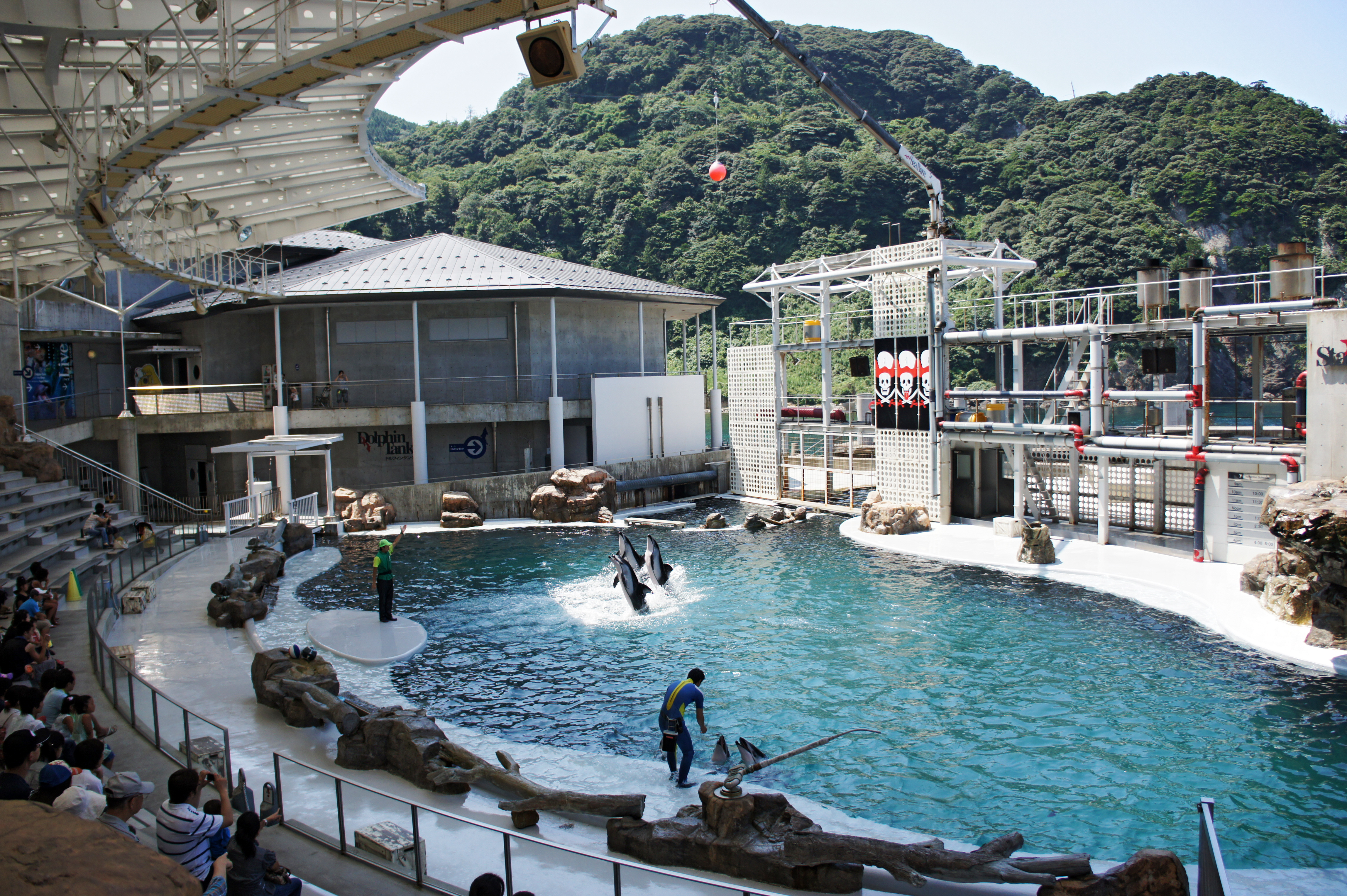
シーランド
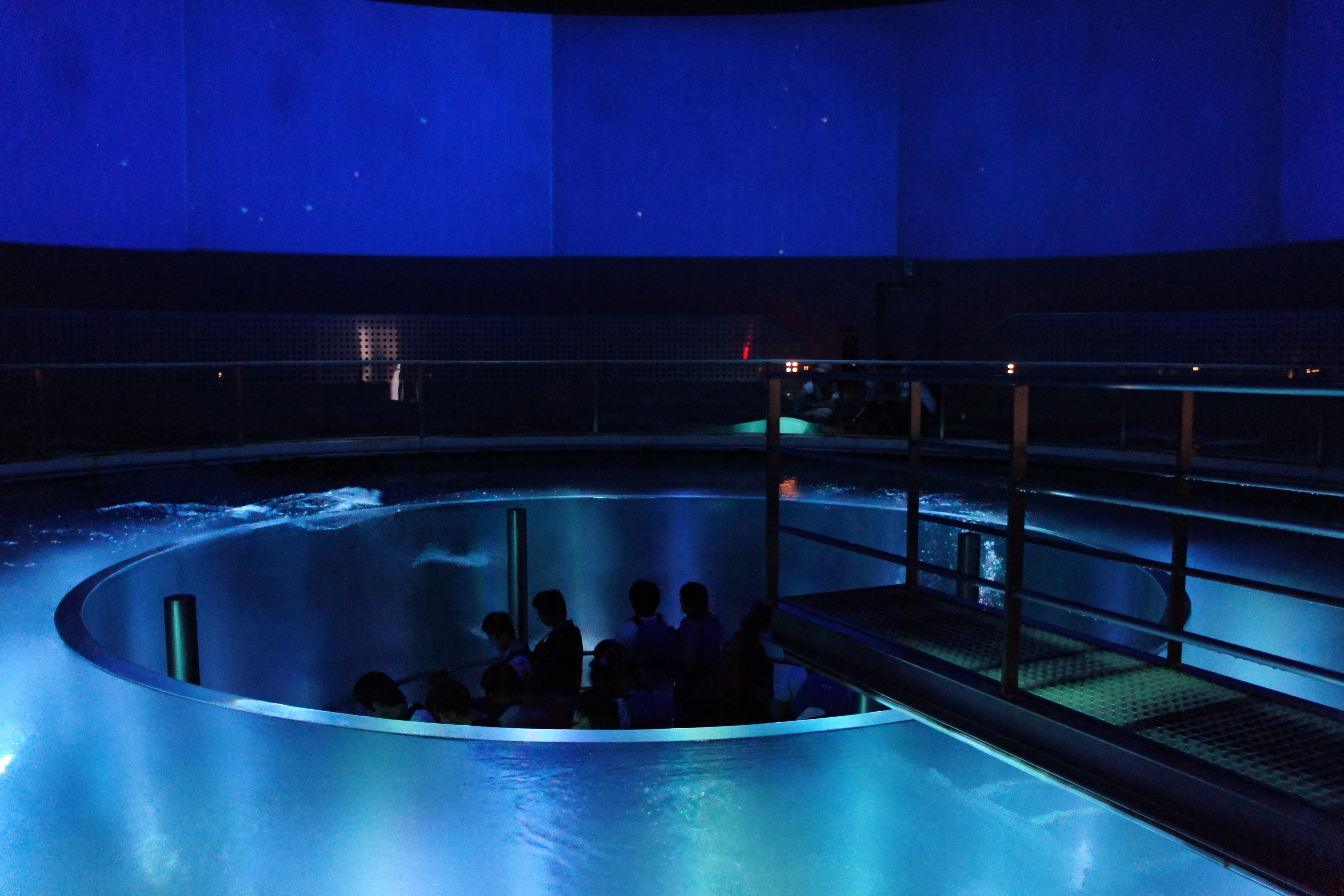
ダイブ
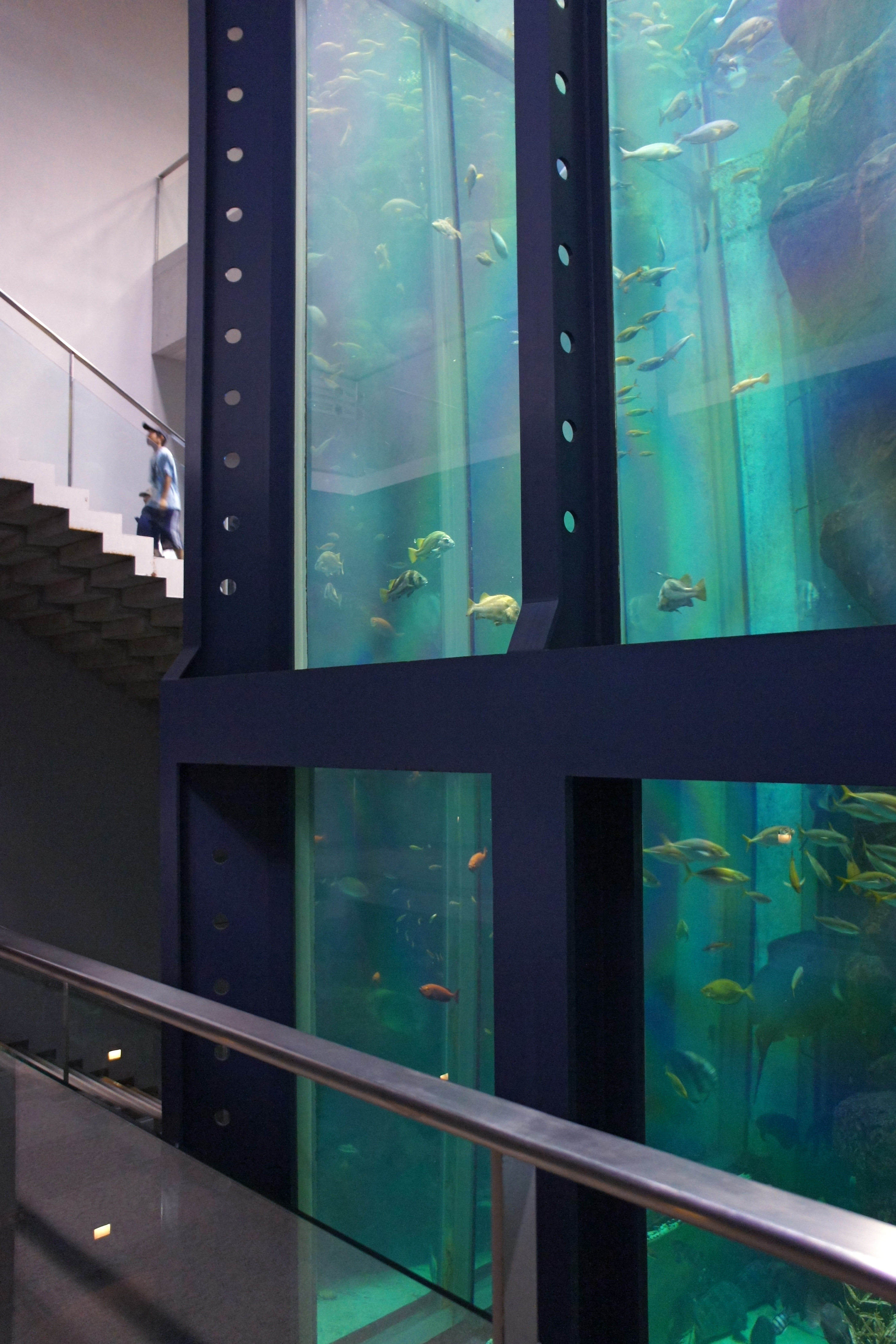
シーズーの大水槽
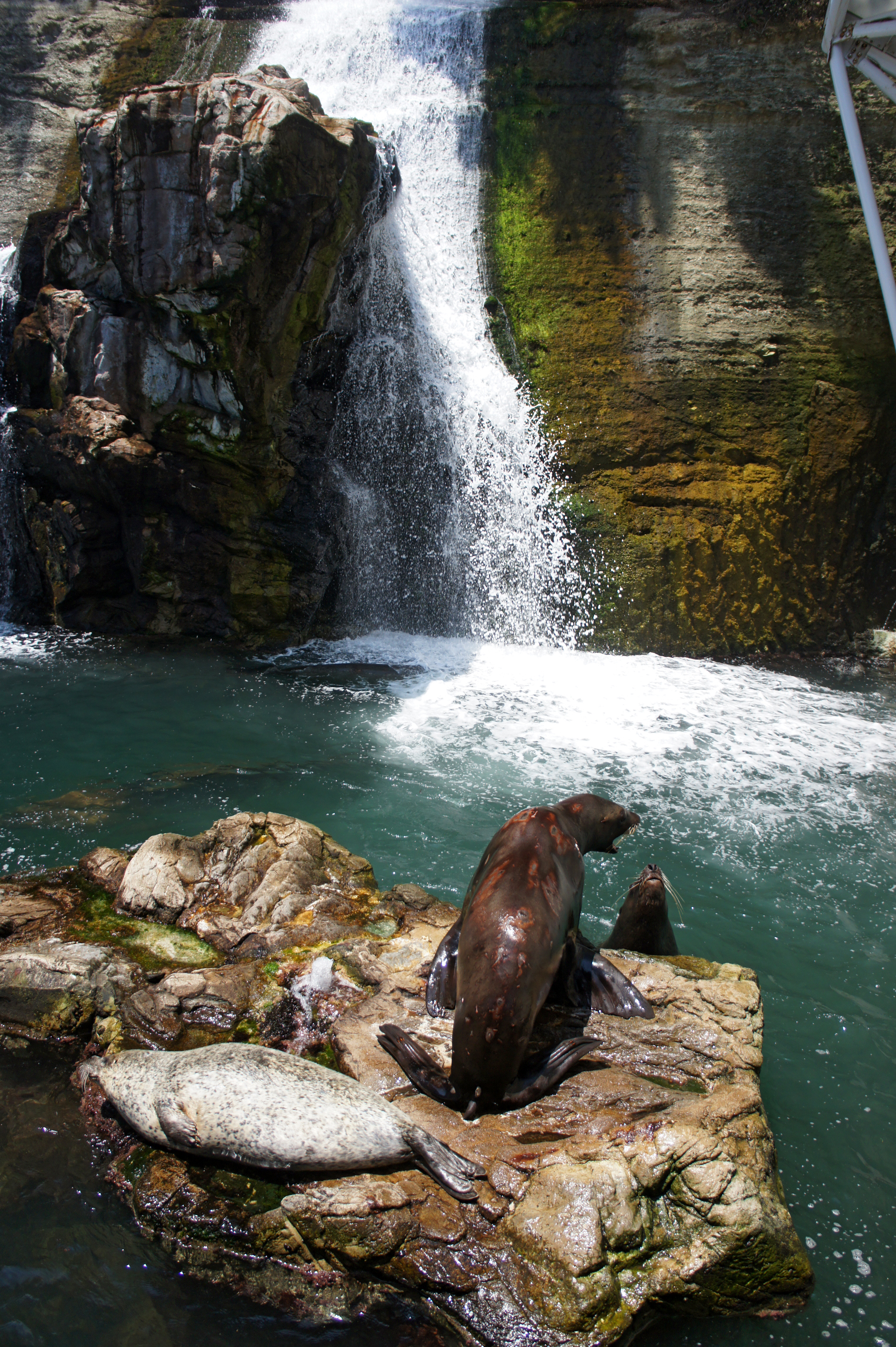
シーズー

## 主な飼育生物
- オオサンショウウオ - 国内の水族館・動物園で現在飼育されている中で体長・体重ともに日本一（2008年4月現在）シーズー3Fにて飼育されている。
- カマイルカ - 園内のシーランド、ダイブの2施設で飼育されている。
- バンドウイルカ - 園内のシーランド、ダイブの2施設で飼育されている。
- トド - 園内のシーズー屋外のトドプールにおいて飼育されている。
- ゴマフアザラシ - 園内のシーズー屋内、及び屋外で飼育されている。
- ゼニガタアザラシ - 園内のシーズー屋内、及び屋外で飼育されている。
- フンボルトペンギン - 園内のシーズー屋外のペンギンプールにて飼育されている。
- キングペンギン - 園内のシーズー屋外のペンギンプールにて飼育されている。
- セイウチ - 園内のシーズー、シーランドの2施設で飼育されている。
- カリフォルニアアシカ - 園内のシーランドにて飼育されている。
- オタリア - 園内のシーランドにて飼育されている。
- タカアシガニ - 園内のシーズー1Fの水槽にて飼育されている。

## 交通アクセス
- 山陰本線 城崎温泉駅 から全但バスで10分、「日和山」行き終点下車、徒歩すぐ。1時間に2~3便運行されている。

## 周辺
- 宇日流紋岩の流理
- 城崎温泉
- 竹野浜